# FK Odessa
FK Odessa (Oekraïens: Фк Одеса) was een Oekraïense voetbalclub uit Odessa.
De club werd in 1947 in Ovidiopol opgericht als Dzerżynec waar het lang als amateurploeg speelde. In 1980 werd de club kampioen in de regio Odessa. In 1989 werd de naam veranderd in Dnjestr en de club werd in 1999 Oekraïens amateurkampioen. Sinds 2001 speelt de club professioneel waarna de club in 2006 kampioen werd in de Droeha Liha A. In 2010 ging de club in Odessa spelen omdat het stadion in Ovidiopol afgekeurd werd. In 2011 besloot de club, nadat er geen middelen gevonden waren om het stadion in Ovidiopol te verbouwen, tot een definitieve verhuizing naar Odessa en een naamswijziging tot FK Odessa. In 2013 degradeerde de club en trok zich daarna terug uit de competitie. 